# Convenção de bridge
Uma convenção de bridge é um acordo sobre um leilão artificial ou um conjunto de leilões artificiais no bridge. Os leilões transmitem informações sobre as cartas do jogador. As chamadas podem ser "naturais" (ou seja, são baseadas na posse do lance do naipe, ou uma distribuição equilibrada no caso de um leilão sem trunfo) ou " artificial " (mostrar uma característica não relacionada ao lance indicado).
As convenções atribuem informações mais específicas a certos lances, particularmente nos níveis mais avançados de jogo competitivo. Bill Root define "convenção" como "um acordo específico entre parceiros para dar um significado incomum a um leilão".